# 엘리자베스 케리

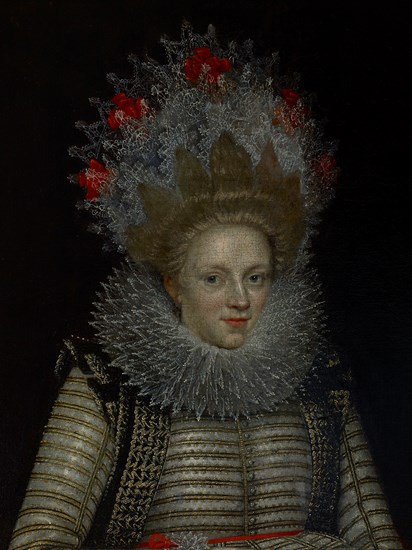

엘리자베스 탠필드 케리(Elizabeth Tanfield Cary, 1585년 ~ 1639년)는 생애가 기록된 영국 최초의 여성 작가이다.
1585년 잉글랜드 옥스포드셔의 부유한 법률가인 로런스 탠필드와 엘리자베스 시몬드 사이에서 외동딸로 태어났다. 지적으로 조숙했던 케리는 독서에 몰두했다. 그녀는 라틴어, 히브리어, 프랑스어, 스페인어를 홀로 익혔고 어린 나이에 세네카의 ≪서간집(Epistles)≫을 번역하기도 했다.
17세가 되던 해인 1602년 귀족 가문의 헨리 케리 경과 결혼했다. 이 결혼으로 탠필드가는 젠트리 계급에서 귀족 계급으로 신분이 상승했고, 처가의 재력을 바탕으로 케리 경은 1620년 포클랜드 자작이 됐다.
케리는 결혼 초기에는 영국국교를 옹호하는 후커 (Hooker)나 칼뱅(Calvin)의 글을 읽으면서 부친과 남편의 뜻에 따라 영국국교회에 대한 의무를 다했지만, 점차 이에 만족하지 못하고 로마가톨릭 교리에 심취하게 되었다. 헨리 케리는 버킹엄 공작의 주선으로 아일랜드 부총독이 되었으나 임무를 성공적으로 수행하지 못했다. 가톨릭교에 심취한 아내는 아일랜드 주민들을 영국국교도로 개종시키는 일을 하기보다는, 결국은 실패했지만 어린이들을 위한 직업 교육을 비롯해 여러 가지 사업을 펼쳤다. 아내가 출세에 걸림돌이 된다고 생각한 헨리 케리는 큰딸 출산을 이유로 아내를 영국으로 보냈다. 그러나 1626년 케리가 가톨릭으로 개종한 사실이 궁정인들 사이에 공개되면서 파문이 일어나게 되고, 제임스 1세는 케리를 자택에 감금하고 개종을 취소하도록 압력을 가하기도 했다. 케리가 승복하지 않자 부부는 별거에 들어갔고, 딸이 개종한 사실보다 결혼 지참금을 담보로 남편을 위한 자금을 마련한 사실에 더욱 격노한 부친은 딸의 상속권을 박탈하고 큰 외손자 루시어스를 상속자로 삼았다. 케리는 별거하는 동안 아들의 재정적 지원을 가능한 한 적게 받으면서 궁핍하지만 독립적인 생활을 했고, 1633년 남편이 사망할 때까지 다리가 부러져 병상에 누운 그를 보살피기도 했다.
케리는 말년에 경제적 어려움을 겪으면서도 자식들에게 의존하지 않고 자선 행위를 지속했고, 세상을 뜨기 직전까지 어느 사제의 요청에 따라 플랑드르의 신비주의자인 루이 드 블루아(Louis de Blois)의 글을 번역했다. 그녀는 1639년 54세의 나이로 고통 없이 삶을 마감했다.